# 외르크 프라이무트
외르크 프라이무트(독일어: Jörg Freimuth, 1961년 9월 10일 ~)는 은퇴한 전 동독의 높이뛰기 선수이다.
브란덴부르크 주 라테노프에서 태어난 프라이무트는 1980년 모스크바 올림픽에 나가 2.31m의 기록과 함께 동메달을 획득하였다. 1982년 은퇴 후 전기공으로 일하기 시작하였다.
그는 10종 경기 선수 우베 프라이무트와 쌍둥이 형제이다.